# Phil Hill
Philip Toll "Phil" Hill Jr., född 20 april 1927 i Miami i Florida, död 28 augusti 2008 i Salinas i Kalifornien (i sviterna av Parkinson), var en amerikansk racerförare.
Han föddes i Miami men växte upp i Santa Monica i Los Angeles County.

## Racingkarriär

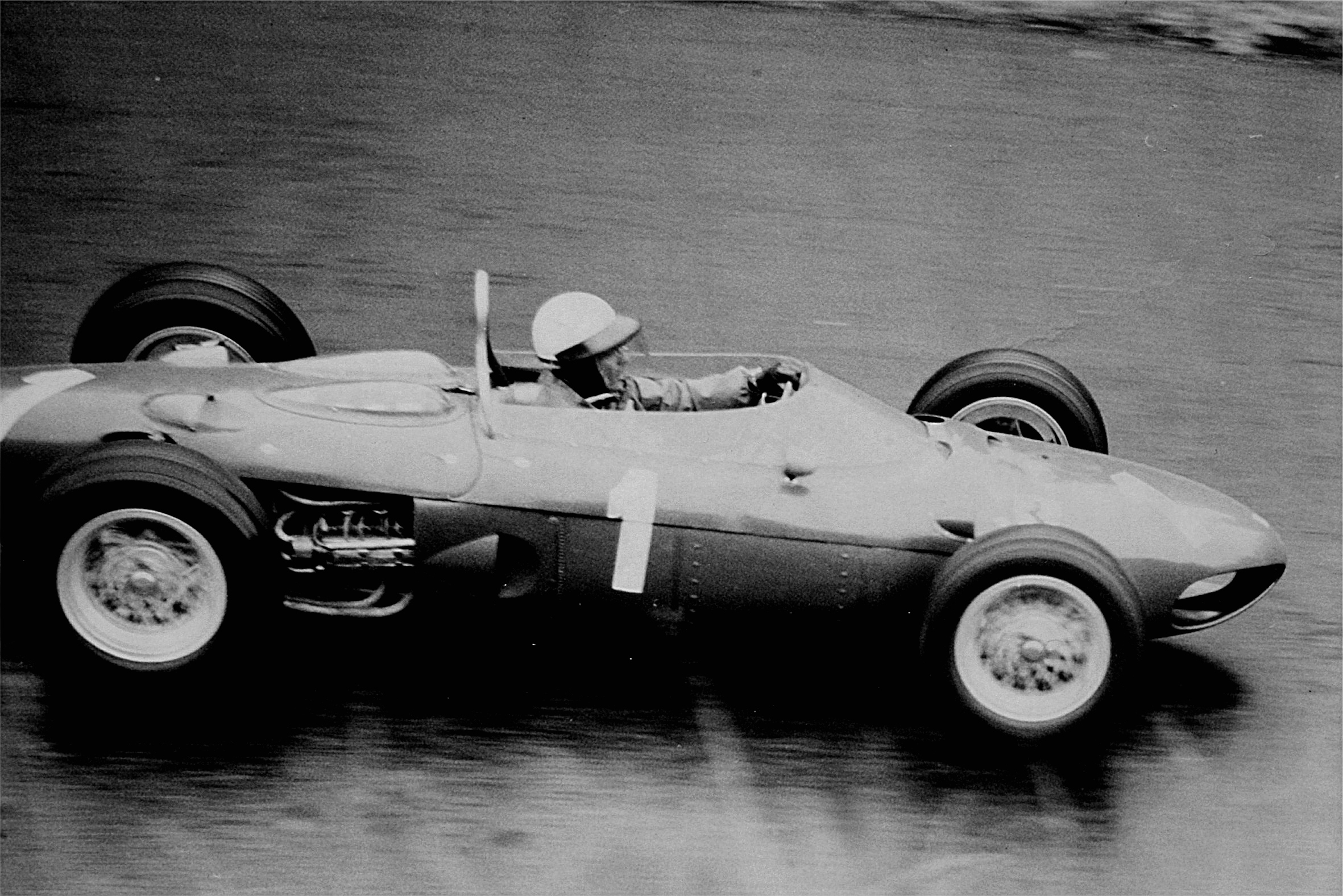
Phil Hill i en Ferrari 156 i.

Hill vann Le Mans 24-timmars tillsammans med Olivier Gendebien
1958, 1961 och 1962. Han tävlade även i formel 3 där han vann tre lopp. 
Hill debuterade i formel 1 för Jo Bonnier i en Maserati säsongen 1958. Han blev världsmästare 1961, delvis beroende på att hans stallkamrat och konkurrent i Ferrari, Wolfgang von Trips, omkom i en krasch på Monzabanan under säsongen.
Hill blev för sina insatser invald i International Motorsports Hall of Fame 1991.

## F1-karriär
| Säsong                | Stall/Tillverkare                        | Placering             | Lopp | Poäng | Etta | Tvåa | Trea | Pole | Varv |
| --------------------- | ---------------------------------------- | --------------------- | ---- | ----- | ---- | ---- | ---- | ---- | ---- |
| 1958                  | Jo Bonnier (Maserati) Ferrari            | 10                    | 1 3  | 0 9   |      |      | 2    |      | 1    |
| 1959                  | Ferrari                                  | 4                     | 7    | 20    |      | 2    | 1    |      | 1    |
| 1960                  | Ferrari Reg Parnell (Cooper-Climax)      | 5                     | 8 1  | 15 1  | 1    |      | 1    | 1    | 2    |
| 1961                  | Ferrari                                  | 1                     | 7    | 34    | 2    | 2    | 2    | 5    | 2    |
| 1962                  | Ferrari Porsche                          | 6                     | 6 1  | 14 0  |      | 1    | 2    |      |      |
| 1963                  | ATS (Ita) Ecurie Filipinetti (Lotus-BRM) | -                     | 5 1  |       |      |      |      |      |      |
| 1964                  | Cooper-Climax                            | 19                    | 9    | 1     |      |      |      |      |      |
| 1966                  | Eagle-Climax Phil Hill (Lotus-Climax)    | -                     | 1    |       |      |      |      |      |      |
| Sammanlagt 8 säsonger | Sammanlagt 8 säsonger                    | Sammanlagt 8 säsonger | 51   | 94    | 3    | 5    | 8    | 6    | 6    |

| 1. Italien 1960 2. Belgien 1961 3. Italien 1961 |

| 1. Frankrike 1959 2. Italien 1959 3. Nederländerna 1961 4. Storbritannien 1961 5. Monaco 1962 |

| 1. Italien 1958 2. Marocko 1958 3. Tyskland 1959 4. Monaco 1960 5. Monaco 1961 6. Tyskland 1961 7. Nederländerna 1962 8. Belgien 1962 |

| 1. Italien 1960 2. Nederländerna 1961 3. Belgien 1961 4. Frankrike 1961 5. Storbritannien 1961 6. Tyskland 1961 |

| 1. Italien 1958 2. Italien 1959 3. Belgien 1960 4. Italien 1960 5. Frankrike 1961 6. Tyskland 1961 |